# Dodge 300
Dodge 300 представлял собой грузовик с кабиной средней и большой грузоподъемности, выпускавшийся британским подразделением Dodge на их заводе в Кью с 1957 года до середины шестидесятых. Его заменил разработанный Ghia Dodge 500, который появился в конце 1964 года. После вывода модели 300 из эксплуатации завод Dodge в Кью был закрыт, а производство было перенесено в Данстейбл.

## Дизайн
Были доступны модели грузовиков и тракторов, а также полноприводная модель для военного использования. Предлагаемый диапазон веса составлял от 5 до 9 длинномерных тонн (от 5100 до 9100 кг), при этом модели тракторов были рассчитаны на 10 или 12 длинномерных тонн (10 200 или 12 200 кг). Большинство Dodge 300 получили дизельные двигатели от Perkins. Дизайн кабины с моторными панелями был применен совместно с Leyland и Albion. Поэтому его часто называют кабиной «LAD» (**"L"eyland- «A»lbion- «D»**odge).

## Автобус
Автобусный вариант Dodge 300 был разработан в начале 1960-х годов, но было построено всего восемь экземпляров. Прототип модели S306 с двигателем Leyland и кузовом автобуса Weymann был построен в 1962 году (зарегистрирован 2498PK), за ним последовала модель S307 с двигателем Perkins и кузовом автобуса Marshall в 1964 году (зарегистрирован 3033PE). Они использовались Dodge в качестве демонстраторов, но единственные заказы, которые были получены, были на шесть моделей S307 с кузовами Strachans coach, которые были доставлены Rickards of Brentford позже в 1964 году (зарегистрированы от AYV93B до AYV98B).

## 1972—1982 модели
С 1972 года в Великобритании стали продаваться новые тяжелые грузовики серии Dodge 300. Они были произведены в Испании испанской дочерней компанией Chrysler и включали в себя 38-тонный трактор и четырех-, шести- и восьмиколесную навесную технику. Продажи быстро пошли вверх, и выпуск модели не прекращался до 1982 года, спустя много времени после того, как Renault Véhicules Industriels взяла под свой контроль производство грузовиков Chrysler в Европе.

## Примечание
1. 1 2  Wright, Kelsey; Zatz, David. Kew Dodge: Dodge Trucks from the United Kingdom. Allpar Trucks. Allpar LLC. Дата обращения: 15 мая 2014.
2. 1 2  A Brief History of Dodge Trucks in the UK. Rusty Trucks. Дата обращения: 16 мая 2014.